# بيتوسبوروم يوجينيويدس

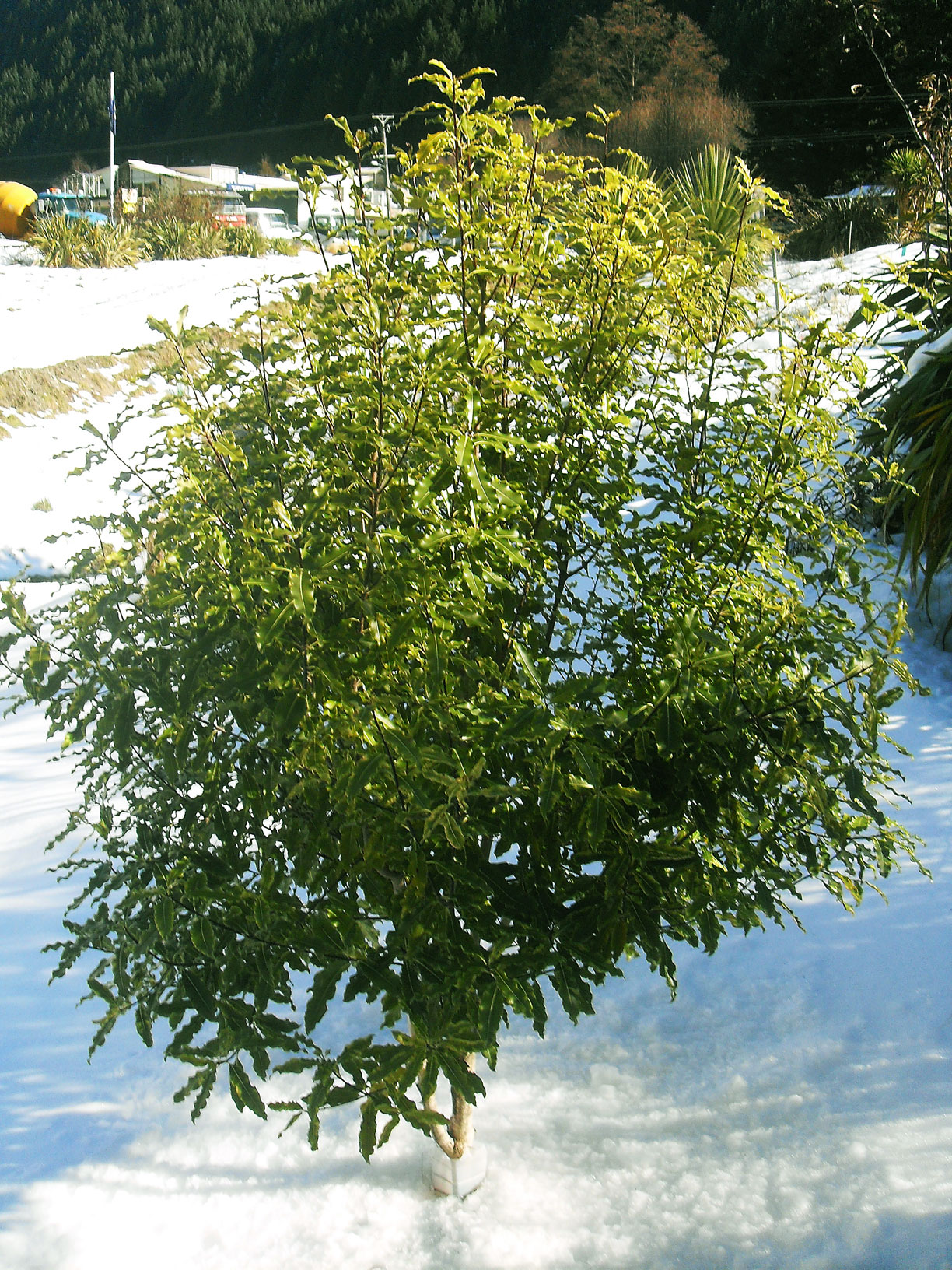
خشب الليمون في الثلج

بيتوسبوروم يوجينيويدس ، الأسماء الشائعة خشب الليمون أو تاراتا ، هو نوع من الأشجار المحلية دائمة الخضرة في نيوزيلندا . يصل ارتفاعه إلى 12 مترًا (39 قدمًا) وعرضه إلى 5 أمتار (16 قدمًا)، ويكون مخروطي الشكل عندما يكون صغيرًا ولكن يصبح أكثر استدارة عندما ينضج. أوراقه مائلة إلى اللون الأصفر والأخضر مع حواف مجعدة وعروق وسطية بارزة ولها رائحة ليمونية قوية عند سحقها. يتميز بعناقيد أزهاره الجذابة ذات اللون الأصفر الكريمي والتي تتفتح في الربيع، تليها كبسولات بذور سوداء مميزة. يمكن العثور عليه في جميع أنحاء جزر نيوزيلندا الشمالية والجنوبية على طول حواف الغابات وضفاف الجداول من مستوى سطح البحر حتى ارتفاع 600 متر (1,969 قدمًا). هو أكبر نوع من أنواع الحبض في نيوزيلندا.
التسمية العلمية يوجينيويدس تعني مشابه ليوجينة، وهو جنس مختلف من النباتات.
حصل المستنبت المترقش Variegatum على جائزة الاستحقاق من الجمعية البستانية الملكية .

## دورة الحياة / الفينولوجيا
تبدأ شجرة بيتوسبوروم يوجينيويدس كشجرة صغيرة مدمجة، وعندما تنضج تصبح شجرة طويلة متفرعة. تزهر خشب الليمون بين أكتوبر وديسمبر. في السنة التالية للإزهار، تفتح الكبسولات لأن ثمرتها تستغرق ما بين 12 إلى 14 شهرًا حتى تنضج. تتواجد ثمار غير ناضجة وأخرى ناضجة على الشجرة في نفس الوقت، حيث تكون تلك ثمار الموسم الحالي والماضي. يتم تلقيح خشب الليمون عن طريق الحشرات والطيور، وتنتشر البذور عن طريق الطيور. تنبت بذور خشب الليمون بسرعة وتصبح شتلات في غضون شهر.

## النطاق
بيتوسبوروم يوجينيويدس نوع مستوطن في نيوزيلندا. كما أن هناك حوالي "200 شجرة وشجيرة" من نفس الجنس توجد في مناطق مجاورة من العالم. تشمل الدول التي يتواجد فيها نفس الجنس: إفريقيا، أستراليا، بعض جزر المحيط الهادئ، جنوب وشرق آسيا، ونيوزيلندا. يرجع السبب في هذا الانتشار المتوطن إلى عزلة نيوزيلندا على مدى فترة طويلة من الزمن.

### نطاق نيوزيلندا
تم العثور على بيتوسبوروم يوجينيويدس في جميع أنحاء الجزيرة الجنوبية والجزيرة الشمالية لنيوزيلندا في الغابات المنخفضة. تم العثور عليها في فتحات الغابات وعلى طول حوافها حتى ارتفاع 600 متر فوق مستوى سطح البحر.

### تفضيلات الموطن
يمكن العثور على بيتوسبوروم يوجينيويدس في مناطق المناخ الباردة والناضجة والمنخفضة والجبلية الفوق الغابية في جميع أنحاء نيوزيلندا. كما يمكن العثور على النوع في المناطق الغابية المتجددة سواء اليانعة منها أم القديمة. لقد ثبت أنها نبتة رائعة لتأسيس مظلة نباتية سريعة.
يجتاح هذا النوع بالإضافة إلى أنواع الحبض الأخرى الحدائق المنزلية العادية. حيث تقوم مشاتل ومراكز الحدائق بتوفير هذا النبات الأصلي لأنه مناسب للظروف النيوزيلندية حيث نما بشكل طبيعي منذ سنوات عديدة.
في الحديقة المنزلية، يفضل بيتوسبوروم يوجينيويدس موقعًا مشمسًا إلى نصف مظلل، ولا يمانع التعرض للرياح، كما يزدهر في التربة ذات التصريف الجيد.

## الزراعة
تتأثر صلاحية بذور خشب الليمون بمستويات رطوبة التربة. إذا كانت مستويات الرطوبة مرتفعة جدًا، فمن المحتمل أن تصبح البذور غير قابلة للإنبات. يعتبر خشب الليمون مثل أنواع الحبض الأخرى مقاومًا للجفاف إلى حد ما  وبالتالي فإن هطول الأمطار ليس عاملاً رئيسياً في بقاءه. كما يعد سهل الرعاية في المنزل نسبياً. حيث ينمو بشكل جيد، ويزدهر عندما يتلقى ريًا منتظمًا خلال فترة الصيف. يستمتع بالتغذية بالأسمدة العامة للأشجار والشجيرات مرتين في السنة خلال فصلي الربيع والصيف أثناء نموه. كما يستجيب جيدًا للتقليم، مما يضمن بقاءه في الغابة أيضًا في حالة التدخل.

## علم البيئة
سوسة زهرة البيتوسبوروم ( Aneuma Rubricale ) هي طفيلي يتغذى على الجانب السفلي من أوراق خشب الليمون. هذا الطفيلي لا يقتل الشجرة، بل يدمر أوراقها فقط أثناء تغذيته. تكون الثقوب التي يأكلها السوس في الأوراق مرئية لأن الورقة تتفاعل وتكوِّن حلقة بنية داكنة أو بنفسجية حول الثقب. بيتوسبوروم يوجينيويدس ليس سوى مضيف للسوسة البالغة، حيث تستضيف أنواع مختلفة من الحبض اليرقات عليها. كما يمكن أن تغطي آفات الحديقة الشائعة هذا النبات، مثل حشرة المن والقشور البثورية (Psyilids). لكن يمكن السيطرة على كليهما ومعالجتهما بسهولة من خلال المبيدات الحشرية. أفضل وقت للرش كوسيلة وقائية في فبراير، ثم مرة أخرى في أكتوبر.

## رائحة الحمضيات
تشير الرائحة الحلوة للزهور إلى أن الطيور المحبة للرحيق تجد هذا النبات مثالياً للتغذي منه. تم إجراء تجربة لمعرفة ما إذا كانت المواد الكيميائية الشبيهة بالحمضيات هي نفسها الموجودة في الأنواع الأخرى الشبيهة بالليمون، مثل أصناف نبات رعي الحمام .حيث أن الأوراق الليمونية لشجرة بيتوسبوروم يوجينيويدس تحتوي على مزيج فريد من المواد الكيميائية العطرية الموجودة في الزيت المنتج منها. تم العثور على خلات الأوكتيل وتيربينين-4-أول وديكانول في الاختبار الذي تم إجراؤه. الأوكتيل أسيتات مسؤول عن "الرائحة الفاكهية، الياسمينية، العطرية العشبية". رائحة التيربينين-4-أول "تتراوح ما بين النعناع والصنوبر". أما الديكانول فله "رائحة ماء الزهر الدهنية". أظهرت نتائج هذا الاختبار أن هذا المزيج العطري لخشب الليمون غير عادي، وأن المواد الكيميائية المكونة له مختلفة عن تلك التي توجد في أنواع الحمضيات الأخرى.

## الاستخدامات التقليدية

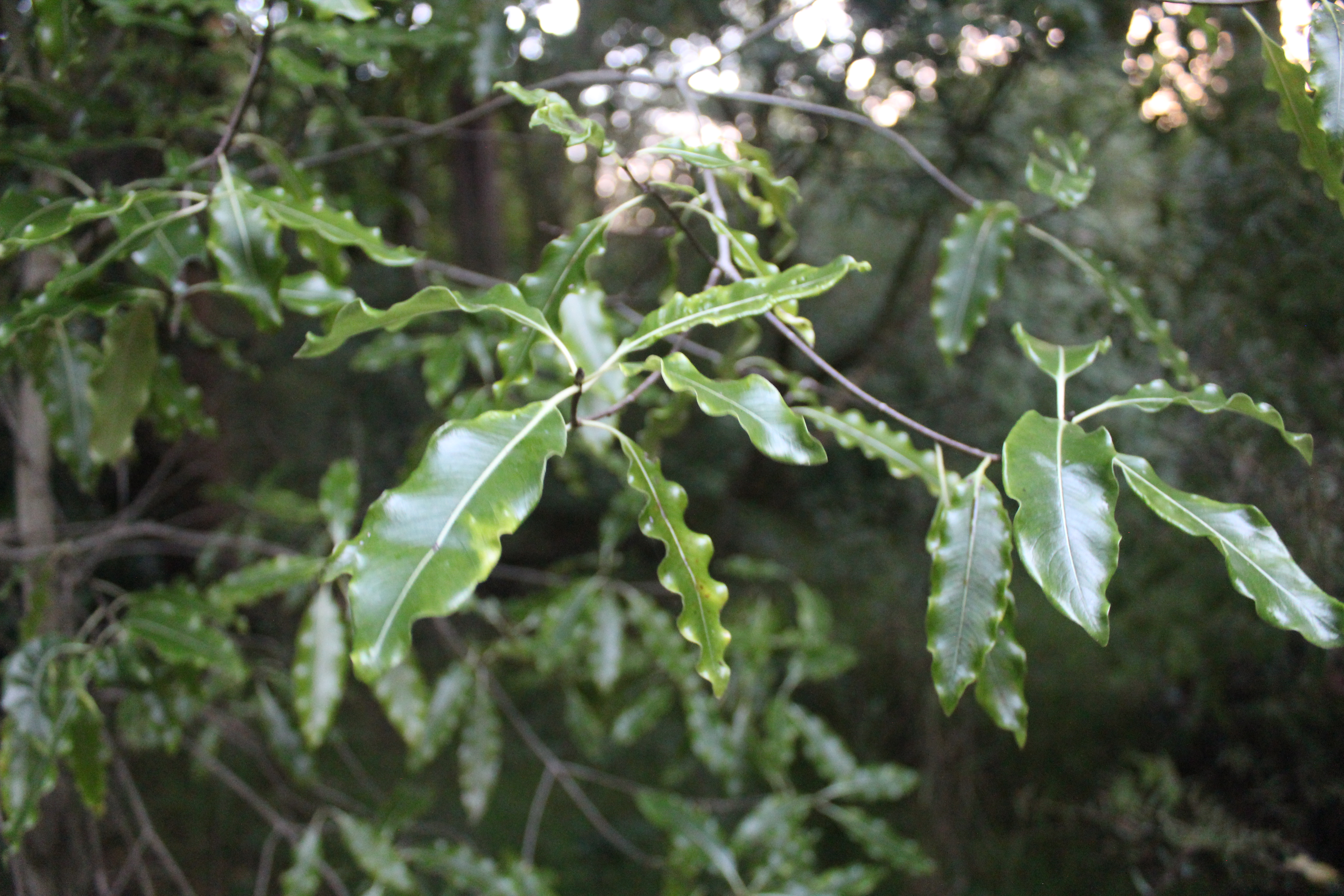
أوراق بيتوسبوروم يوجينيويدس

### الاستخدامات الثقافية
تقليديًا، استخدم الشعب الماوري لب الشجرة وأوراقها وزهورها للعطر  وكانوا عادة ما يمزجونها مع زيوت نباتية مثل التيتوكي والكوهيا. كما استخدم الشعب الماوري خشب الليمون لصنع زيوت الشعر والعطور. بالنسبة للعطور، كان يتم خلط الزيت مع دهن الطيور. تم استخدام لب الشجرة لعلاج رائحة الفم الكريهة. كانوا يلفون اللب في كرة وكان من المعتقد أنها تدوم لجيل كامل. كما صنعت العلكة غراءًا رائعًا عند مضغها أيضًا.

### زراعة الترميم
تعد بيتوسبوروم يوجينيويدس ممتازة لإنشاء سقف ظليل في بيئة الترميم. ومن ثم فهي توفر فرصة لإدخال نباتات الطبقة السفلى المحبة للظل في نفس الموقع وزراعتها لاحقًا تحت أشجار خشب الليمون. يُوصى بزراعة هذا النوع بمسافة أقرب مما يوجد عادة في الغابات القائمة. "تقريب الزراعة يحاكي نمو الشتلات على أرض الغابة الطبيعية"، مما يؤدي إلى زيادة وتيرة سرعة نمو النباتات. تعتبر بيتوسبوروم يوجينيويدس واحدة من أفضل النباتات للمظلة النباتية لأنها تنمو بسرعة بالفعل  تم وضع خشب الليمون على القائمة الموصى بها لإعادة زراعة "الأشجار الصغيرة التي تصل إلى 6 أمتار" من الأنواع الموجودة طبيعيًا وفقًا لإرشادات تصميم مجلس مدينة كرايستشيرش. "توفر الأنواع المحلية شديدة التحمل عددًا كبيرًا من الفوائد" وهي أكثر مرونة لتناسب الظروف المحلية مقارنة بـ "النباتات الأجنبية".

### تصميم حديقة المنزل
من المهم أن تشتمل التصاميم النباتية على الأنواع التاريخية والطبيعية لأنها تؤدي بشكل جيد في الظروف المحلية. "فضلاً عن مظهرها الجيد، يوفر التصميم موطنًا للحياة البرية ومساحات ترفيهية ويساهم أيضًا في تصفية مياه الصرف الزائد"  من المرجح أن يتم العثور على بيتوسبوروم يوجينيويدس في المنازل كنبات للحواجز أو الغربلة. مناسبة لتكون بالقرب من حمام السباحة، وهي اختيار رائع أيضًا لأنها لا تسقط الكثير من الأوراق. تعتبر خيارًا رائعًا كذلك في المواقع المعرضة للرياح كما توفر حاجزًا للنباتات المحيطة ذات التحمل الأقل. وتعتبر خلفية خضراء جميلة مع منظر تجمع الأوراق معًا.